# Rio Mau (Vila do Conde)
Rio Mau is een plaats (freguesia) in de Portugese gemeente Vila do Conde en telt 1907 inwoners (2001).